# Забелышинский сельсовет
Забелышинский сельсовет — административно-территориальная единица на территории Хотимского района Могилёвской области Белоруссии.

## Географическое положение
Сельсовет находится в северо-западной части Хотимского района, граничит с Тростинским сельсоветам, Климовичским районом, Смоленской областью Российской Федерации.
Административный центр — агрогородок Забелышин — находится на расстоянии 20 км от Хотимска.

## Промышленность и сельское хозяйство
- ОАО «Бабушкино подворье»
- Забелышинское лесничество
- Забелышинский производственный участок Климовичского ликеро-водочного завода

## Социальная сфера
На территории сельсовета расположены: средняя школа, детский сад, сельская участковая больница, Дом культуры, 2 библиотеки, отделение связи, дом социальных услуг, Дом ветеранов, отделение ОАО «АСБ Беларусбанк», 3 магазина, комплексно-приемный пункт.

## Состав
Забелышинский сельсовет включает 8 населённых пунктов:
- Буда — деревня.
- Забелышин — агрогородок.
- Новая Жизнь — деревня.
- Орловка — деревня.
- Прудок — деревня.
- Таклевка — деревня.
- Тихань — деревня.
- Фомино — деревня.